# Капече (Бриндизи)
Капече (итал. Capece) је насеље у Италији у округу Бриндизи, региону Апулија.
Према процени из 2011. у насељу је живело 124 становника. Насеље се налази на надморској висини од 180 м.